# Alfons Goldschmidt
Alfons Goldschmidt (geboren am 28. November 1879 in Gelsenkirchen; gestorben am 20. oder 21. Januar 1940 in Cuernavaca, Mexiko) war ein deutscher linksintellektueller Journalist, Wirtschaftswissenschaftler und Hochschullehrer.

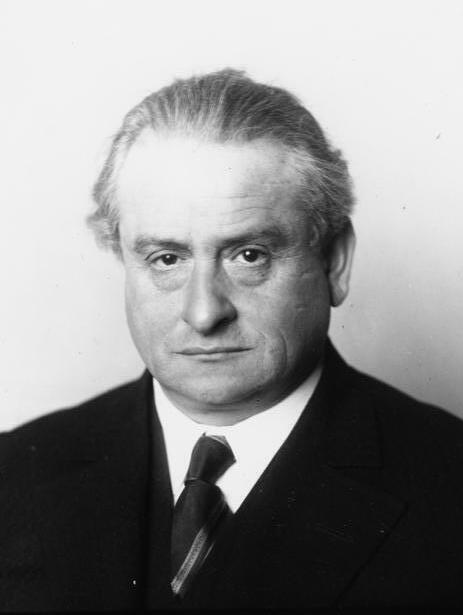
Alfons Goldschmidt

## Leben
Goldschmidt war Sohn eines jüdischen Textilkaufmanns. Nach dem Abschluss der Schule studierte er ab 1900 Rechtswissenschaften in München und Berlin. 1902 ging er nach Freiburg im Breisgau, um dort Staatswissenschaften zu studieren. Dort promovierte er 1904 zum Dr. rer. pol.
Nach der Ableistung des Wehrdienstes wurde Goldschmidt Lehrer an einer Arbeiterbildungsschule in Potsdam. Er entdeckte seine Neigung zum Theater. In Berlin wurde er Mitbegründer des politisch-erotischen Kabaretts Zur weißen Chrysantheme. Dieses wurde indes bald nach der Eröffnung aufgelöst. Zwischen 1909 und 1911 war er im Pressekonzern Ullstein leitender Handelsredakteur. Im Jahr 1911 heiratete er Lina Jacoby.
Zu Beginn des Ersten Weltkrieges war er Soldat im Range eines Unteroffiziers. Bereits 1915 wurde er aus dem Militär entlassen. Ab 1917 war Goldschmidt Dozent für Wirtschaftspublizistik und Mitarbeiter am Institut für Zeitungskunde in Leipzig.
Daneben war er Mitarbeiter von Siegfried Jacobsohns Zeitschrift Die Schaubühne (ab 1918 Die Weltbühne), teilweise unter dem Pseudonym Loriarius. Für die Zeitschrift verfasste er zahlreiche Beiträge. Außerdem schrieb er 1918 für die Zeitung Die Republik. Im Jahr 1919 war er Mitherausgeber der Rätezeitung.
Im Jahr 1920 reiste Goldschmidt ins sowjetische Russland. Er wurde danach Mitbegründer der „Künstlerhilfe für Hungernde in Russland.“ 1922 ging er nach Argentinien und übernahm in Córdoba den Lehrstuhl für Wirtschaftswissenschaften. Außerdem reiste er erneut in die Sowjetunion. Zwischen 1923 und 1925 war Goldschmidt Hochschullehrer in Mexiko-Stadt. Danach reiste er erneut in die Sowjetunion. Noch im Jahr 1925 nahm er ein Angebot der UFA für das Drehbuch für einen Dokumentarfilm über Mexiko an. Der Film „Auf den Spuren der Azteken“ wurde 1927 uraufgeführt. Im Jahr 1928 unternahm Goldschmidt eine große Panamerikareise.
Zurück in Deutschland wurde er Vorsitzender der deutschen Sektion der Internationalen Arbeiterhilfe.
Zu Beginn der nationalsozialistischen Herrschaft emigrierte er. Stationen waren die Tschechoslowakei und Moskau und schließlich die USA. Seine Frau starb 1935. In Deutschland wurden ihm das Staatsbürgerrecht sowie seine akademischen Titel aberkannt, alle seine Veröffentlichungen standen auf der Liste 1 des schädlichen und unerwünschten Schrifttums. 1938 heiratete Goldschmidt seine zweite Frau Leni Weitzenkorn. Ein Jahr später zog er nach Mexiko. Dort war er Berater der mexikanischen Regierung und trug zur Erleichterung der Einreise von antifaschistischen Flüchtlingen bei. Er war Gründungsmitglied der Liga pro Cultura Alemana in Mexiko.
Nach seinem Tod erhielt er ein Staatsbegräbnis und wurde auf dem Panteón Civil de Dolores begraben. Die Bewegung Freies Deutschland stiftete 1942 einen Gedenkstein. In der DDR wurde er wegen seiner sozialistischen Haltung geschätzt.

## Werke
- Moskau 1920.Tagebuchblätter. Rowohlt, Berlin 1920.
- Die Wirtschaftsorganisation Sowjet-Russlands. Rowohlt, Berlin 1920.
- Argentinien. Rowohlt, Berlin 1923.
- Wie ich Moskau wiederfand. Rowohlt, Berlin 1925.
- Mexiko. Rowohlt, Berlin 1925.
- Auf den Spuren der Azteken. Ein mexikanisches Reisebuch. Universum-Bücherei, Berlin 1927.
- Whither Israel? (mit einem Vorwort von Albert Einstein). Indiana University, New York 1934.